# The Cocoanuts
The Cocoanuts  ist eine US-amerikanische Komödie mit den Marx Brothers aus dem Jahr 1929. Es war der erste Langfilm wie auch der erste Tonfilm der Komiker.

## Handlung
Mr. Hammer versucht mit allen Mitteln, ein abgewirtschaftetes Hotel in Florida zu sanieren und gleichzeitig die Liebe der reichen Mrs. Potter zu gewinnen. Harpo und Chico sabotieren seine Vorhaben.

## Bemerkungen
Der Film enthält zahlreiche klassische Szenen der Marx Brothers, unter anderem den Dialog zwischen Mr. Hammer und Chico über das Viadukt.